# 吳仲
吳仲（1482年—？），字亞甫，號剑泉，直隸常州府武進縣人，民籍，明朝政治人物。

## 生平
正德八年（1513年）癸酉科應天府鄉試第二十五名舉人。正德十二年（1517年）中式丁丑科會試第一百七十三名，登第三甲第七十四名進士。礼部观政，授江山縣知县，嘉靖五年（1526年）六月选授广东道試御史，六年任巡倉御史，提督京通等仓兼督理通惠河，七年巡按直隶，八年任掌道御史，九年出任處州府知府，追叙其开通惠河功，十二年五月升湖广布政使司左参政，十三年九月升太仆寺少卿，後以南京太仆寺少卿致仕。

## 家族
曾祖吳適，曾任知縣；祖父吳俊；父吳山，曾任左長史。前母左氏；母周氏。具庆下。兄吴孟（義官）、弟吴季。